# 馬克西米利安·尼庫
馬克西米利安·尼庫（羅馬尼亞語：Maximilian Nicu，1982年11月25日—），羅馬尼亞足球運動員。在場上司職中場。目前他效力於德甲球會弗賴堡。

## 生平
尼庫在德國出生，先後效力多支低級別球隊，2008年7月31日首次代表柏林赫塔參加比賽，并在2008年8月17日首次參加德甲的比賽。他於2010年夏季約滿後免費轉投弗賴堡。

## 外部連結
- Profile at HerthaBSC.de （页面存档备份，存于）
- Proflie at Transfermarkt.de （德文）
- Career stats at Fussballdaten.de （页面存档备份，存于） （德文）